# Mițpe Ramon
Mițpe Ramon (în ebraică מצפה רמון, transliterat: Mitzpe Ramon) este un oraș modern din partea de sud a Israelului, la 80 km sud de orașul Beer Șeva. Orășelul se află pe înălțimea Ramon, în deșertul Negev, la o altitudine de 300 metri deasupra craterului cu același nume.
A fost fondat în anul 1951 ca tabără pentru lucrătorii din regiunea craterului.
Populația localității este de 4.500 de locuitori.